# Wibelia pectinalis
Wibelia pectinalis là một loài dương xỉ trong họ Davalliaceae. Loài này được F mô tả khoa học đầu tiên năm 1850.
Danh pháp khoa học của loài này chưa được làm sáng tỏ. 